# 柴田講平
柴田 講平（しばた こうへい、1986年7月17日 - ）は、福岡県北九州市出身の元プロ野球選手（外野手）。左投左打。

## 経歴

### プロ入り前
小学校4年時から「浅川ベアーズ」で野球を始める。中学校ではボーイズリーグの「八幡イーグルス」に所属。当時は投手だった。
福岡工業大学附属城東高等学校では2年春から背番号19をつけ、控え投手としてベンチ入り。同年秋から中堅手でレギュラーとなる。3年春には第76回選抜高等学校野球大会に定岡卓摩・西村憲とともに出場したが、準々決勝で兵庫県立社高等学校に敗退。
卒業後は千葉大学リーグ所属の国際武道大学に進学し、1年秋から2度のリーグ首位打者、ベストナイン3回。4年夏にはチェコで開催された第4回世界大学野球選手権大会の日本代表に選ばれ、銀メダルを獲得した。
2008年のプロ野球ドラフト会議で、阪神タイガースからドラフト2巡目で指名。契約金7000万円、年俸1000万円（金額は推定）という条件で入団した。なお、入団時の背番号は「2」で、同期入団の上本博紀にも「4」を与えられた。阪神で2名の新人選手が1桁の背番号を着用した事例は、1980年の北村照文（「5」）・藤倉一雅（「3」）以来29年ぶりであった。

### 阪神時代

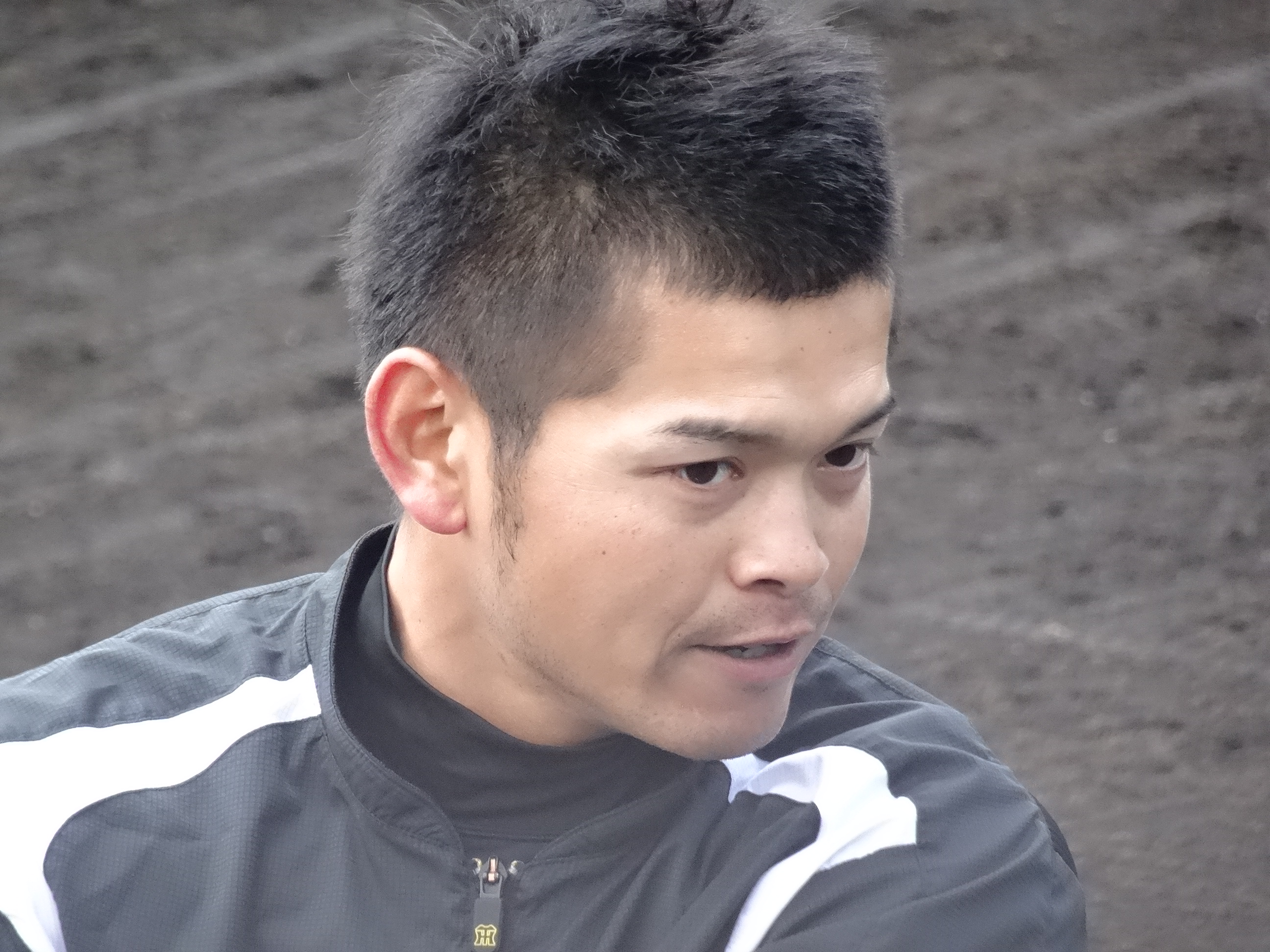
阪神時代（2016年3月20日 阪神鳴尾浜球場にて）

2009年には、自身と同じく俊足の外野手だった赤星憲広にちなんで、「赤星二世」「ポスト赤星」と呼ばれた。しかし、オープン戦で結果を残せなかったため、公式戦は二軍スタート。ウエスタン・リーグ公式戦では、大学日本代表時代に次ぐ上本との1・2番コンビで、76試合に出場。打率.320, 2本塁打、25打点、9盗塁、OPS .809という好成績を残すとともに、フレッシュオールスターゲームに同リーグ選抜の一員として出場した。9月26日の対中日ドラゴンズ戦（ナゴヤドーム）で、代走として一軍デビュー。この試合で一軍初打席も経験すると、30日の対東京ヤクルトスワローズ戦（明治神宮野球場）で、中犠飛によって一軍初打点を記録した。シーズン終了後には、シアトル・マリナーズから移籍した城島健司が背番号2の着用を希望したことから、このシーズン限りで引退した秀太から背番号「00」を引き継いだ。
2010年には、春季キャンプで一軍に帯同。しかし、キャンプ期間中の2月13日に、北海道日本ハムファイターズとの練習試合で右手甲に死球を受けた。後に第3中手骨の骨折が判明したため、戦線を離脱。4月上旬に二軍で実戦復帰を果たしたものの、ウエスタン・リーグの公式戦では、シーズンを通じて目立った成績を残せなかった。さらに、チーム打率.290を残すほど一軍の打線が好調だったこともあって、一軍公式戦への出場機会はなかった。
2011年には、1年後輩の俊介などとの間で、春季キャンプから外野のレギュラー争いを展開。開幕一軍メンバーとして2シーズンぶりの一軍昇格を果たしたが、俊介が開幕戦のスターティングメンバーに起用されたことなどから、開幕当初は代走や守備固めで公式戦に起用されることが多かった。しかし、5月13日の対中日ドラゴンズ戦でプロ入り初安打を記録すると、同月21日には自身初のスタメン出場を経験。後半戦は俊介に代わって中堅でのスタメン出場が多くなり、終盤にはバットを川﨑宗則のモデルから青木宣親のモデルに変え、打撃フォームも青木に似たものに変えて2番・中堅のレギュラーを獲得し成績を伸ばしていったが、8月14日の対東京ヤクルトスワローズ戦では9回裏二死満塁の場面で飛球を落球してしまい、走者一掃の適時失策を犯すということもあった。
2012年は開幕スタメンを勝ち取り、その後は外野手に挑戦した大和との併用で主に相手先発が右投手の試合でスタメン起用される。しかし打撃面の調子が上がらず、対して大和は徐々に調子を上げたためスタメンの機会が減り、一軍と二軍を行き来する。そして8月26日に登録を抹消されると、残りのシーズンを二軍で過ごした。同年12月から行われたオーストラリア・ウインターリーグに参加し、14試合で打率.345の成績を残した。プライベートでは、6月に結婚している。
2013年には、外野のレギュラーがマット・マートン、大和、新加入の福留孝介にほぼ固定されたことなどから、3シーズンぶりに開幕を二軍で迎えた。福留が故障で戦線を離脱した後の5月17日に出場選手登録を果たすと、大学時代を過ごした千葉県のQVCマリンフィールドで開かれた同月22日の対千葉ロッテマリーンズ戦でプロ初本塁打。地元・福岡県の福岡 ヤフオク!ドームで開かれた6月3日の対福岡ソフトバンクホークス戦では、観戦した家族の前でチームの勝利を決める適時打を放つとともに、初めて単独でヒーローインタビューを受けた。しかし、同月16日の対東北楽天ゴールデンイーグルス戦（クリネックススタジアム宮城）で二塁への盗塁を成功させた際に左足を負傷。その後の診断で左足首の捻挫が判明したため、翌17日に出場選手登録を抹消された。9月11日に福留とともに再び一軍へ昇格すると、当日の対中日ドラゴンズ戦（甲子園）に「7番・右翼手」としてスタメンに起用。7回裏の第3打席では、先制の二塁打によって復帰後初安打を記録した。なお、プライベートでは、6月22日に第1子（女児）を授かっている。
2014年には、一軍公式戦27試合に出場したが、打率が.179にとどまった。シーズン終了後の11月11日に甲子園球場で催された日本プロ野球80周年記念試合」では、阪神・巨人連合チームの一員として9回表に左翼の守備へ就いたものの、打席に立つ機会はなかった。
2015年には、一軍公式戦20試合で打率.190を記録。2016年には、一軍公式戦10試合で打率.214を記録したが、10月1日に球団から戦力外通告を受けた。12月2日付で、NPBから自由契約選手として公示。

### 阪神退団後
柴田自身は、NPB他球団での現役続行を希望していたことから、2016年11月12日に甲子園球場の12球団合同トライアウトへ参加。シートバッティング形式で5人の投手と対戦したところ、3打数無安打に抑えられながらも、2つの四球を選んだ。
さらに、同月15日から17日まで、千葉ロッテマリーンズの秋季キャンプへ参加。前述のトライアウトで選球眼を発揮したことに同球団が関心を寄せたことによるもので、猪本健太郎（前福岡ソフトバンクホークス内野手）・三家和真（石川ミリオンスターズ外野手）と共に、入団テストへ臨んだ。最終日の紅白戦では、白組の「1番・中堅手」として、適時三塁打や11球粘っての四球を含む2安打1四球で出塁したほか、中堅の守備で猪本の放った飛球を好捕。一軍監督の伊東勤監督から好評価を受けた。

### ロッテ時代

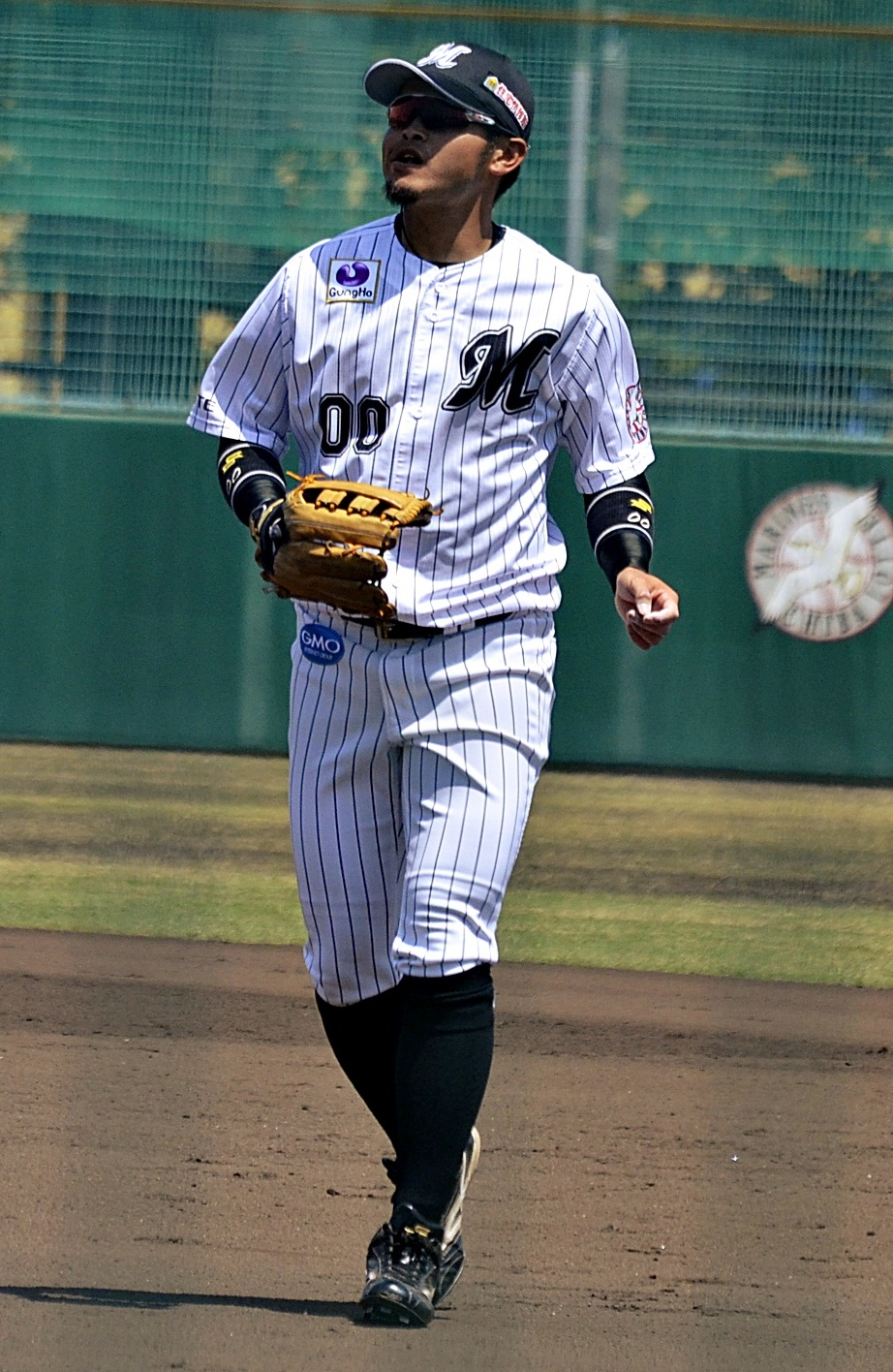
ロッテ時代（2017年4月30日 ロッテ浦和球場）

2016年12月2日に、ロッテが柴田・猪本・三家のテスト合格を発表。柴田も、同月12日に、球団との間で1年契約を結んだ。背番号は、阪神時代の2010年から付けてきた00。阪神時代のチームメイトでもあった髙濱卓也が、ロッテ移籍後の2012年から2016年まで着用していた番号でもあった。
2017年は、春季キャンプから一軍入り。開幕一軍は逃したが、5月7日の対ソフトバンク戦（ZOZOマリンスタジアム）7回裏に、代打でパシフィック・リーグの公式戦に初出場。以降の公式戦にも相次いでスタメンで起用されると、5月13日の対北海道日本ハムファイターズ戦（東京ドーム）で一軍公式戦4年ぶりの本塁打、同月21日の対東北楽天ゴールデンイーグルス戦（ZOZOマリン）で4年ぶりの盗塁を記録した。しかし、一軍公式戦全体では17試合の出場で、打率.121にとどまった。10月3日に球団から自身2度目の戦力外通告を受けたことを機に、現役を引退。

### 現役引退後
2017年12月21日に、阪神タイガースが柴田を球団職員として復帰させることを発表した。2018年4月1日の「タイガースアカデミー　ベースボールスクール」（中学生までの児童向け野球教室）の開校に備え、振興部を新設したことによる復帰で、アカデミー担当の職員として、開校を機に専属コーチを務める。

## 選手としての特徴
50メートル走6.3・遠投110メートルで、打撃センスも高いという評価もある。動体視力と静視力の差が少ない。道具はSSK社のものを使用。バットは川﨑宗則が使用するタイプを微調整したものを使っていたが、2011年8月上旬から青木宣親と同タイプを使用するようになった。

## 詳細情報

### 年度別打撃成績
| 年 度     | 球 団     | 試 合 | 打 席 | 打 数 | 得 点 | 安 打 | 二 塁 打 | 三 塁 打 | 本 塁 打 | 塁 打 | 打 点 | 盗 塁 | 盗 塁 死 | 犠 打 | 犠 飛 | 四 球 | 敬 遠 | 死 球 | 三 振 | 併 殺 打 | 打 率 | 出 塁 率 | 長 打 率 | O P S |
| --------- | --------- | ----- | ----- | ----- | ----- | ----- | -------- | -------- | -------- | ----- | ----- | ----- | -------- | ----- | ----- | ----- | ----- | ----- | ----- | -------- | ----- | -------- | -------- | ----- |
| 2009      | 阪神      | 7     | 5     | 4     | 0     | 0     | 0        | 0        | 0        | 0     | 1     | 0     | 0        | 0     | 1     | 0     | 0     | 0     | 2     | 0        | .000  | .000     | .000     | .000  |
| 2011      | 阪神      | 104   | 218   | 188   | 27    | 51    | 5        | 3        | 0        | 62    | 9     | 7     | 2        | 17    | 1     | 12    | 0     | 0     | 31    | 2        | .271  | .313     | .330     | .643  |
| 2012      | 阪神      | 73    | 157   | 128   | 13    | 30    | 3        | 1        | 0        | 35    | 2     | 4     | 3        | 11    | 1     | 16    | 0     | 1     | 23    | 1        | .234  | .322     | .273     | .595  |
| 2013      | 阪神      | 36    | 80    | 70    | 8     | 16    | 1        | 0        | 1        | 20    | 5     | 4     | 1        | 5     | 0     | 5     | 0     | 0     | 14    | 0        | .229  | .280     | .286     | .566  |
| 2014      | 阪神      | 27    | 40    | 39    | 6     | 7     | 1        | 0        | 0        | 8     | 1     | 0     | 0        | 0     | 0     | 1     | 0     | 0     | 7     | 1        | .179  | .200     | .205     | .405  |
| 2015      | 阪神      | 20    | 49    | 42    | 2     | 8     | 1        | 0        | 0        | 9     | 2     | 0     | 0        | 3     | 0     | 3     | 0     | 1     | 15    | 0        | .190  | .261     | .214     | .475  |
| 2016      | 阪神      | 10    | 17    | 14    | 0     | 3     | 1        | 0        | 0        | 4     | 0     | 0     | 0        | 1     | 0     | 1     | 0     | 1     | 3     | 0        | .214  | .313     | .286     | .599  |
| 2017      | ロッテ    | 17    | 34    | 33    | 2     | 4     | 0        | 0        | 1        | 7     | 2     | 1     | 0        | 0     | 0     | 0     | 0     | 1     | 9     | 0        | .121  | .147     | .212     | .359  |
| 通算：8年 | 通算：8年 | 294   | 600   | 518   | 58    | 119   | 12       | 4        | 2        | 145   | 22    | 16    | 6        | 37    | 3     | 38    | 0     | 4     | 104   | 4        | .230  | .286     | .280     | .566  |

### 年度別守備成績
| 年 度 | 球 団  | 外野  | 外野  | 外野  | 外野  | 外野  | 外野     | 外野 |
| 年 度 | 球 団  | 試 合 | 刺 殺 | 補 殺 | 失 策 | 併 殺 | 守 備 率 |      |
| ----- | ------ | ----- | ----- | ----- | ----- | ----- | -------- | ---- |
| 2009  | 阪神   | 5     | 2     | 0     | 0     | 0     | 1.000    |      |
| 2011  | 阪神   | 89    | 103   | 3     | 3     | 1     | .972     |      |
| 2012  | 阪神   | 62    | 79    | 2     | 0     | 0     | 1.000    |      |
| 2013  | 阪神   | 33    | 36    | 0     | 0     | 0     | 1.000    |      |
| 2014  | 阪神   | 21    | 16    | 0     | 0     | 0     | 1.000    |      |
| 2015  | 阪神   | 14    | 23    | 1     | 1     | 1     | .960     |      |
| 2016  | 阪神   | 3     | 3     | 0     | 1     | 0     | .750     |      |
| 2017  | ロッテ | 13    | 19    | 1     | 0     | 0     | 1.000    |      |
| 通算  | 通算   | 240   | 281   | 7     | 5     | 2     | .982     |      |

### 記録
- 初出場：2009年9月26日、対中日ドラゴンズ22回戦（ナゴヤドーム）、7回表に高橋光信の代走で出場
- 初打席：同上、9回表に浅尾拓也から二塁ゴロ
- 初打点：2009年9月30日、対東京ヤクルトスワローズ21回戦（明治神宮野球場）、9回表に橋本義隆から中犠飛
- 初安打：2011年5月13日、対中日ドラゴンズ4回戦（阪神甲子園球場）、8回裏に俊介の代打で出場、浅尾拓也から中前安打
- 初先発出場：2011年5月21日、対福岡ソフトバンクホークス2回戦（福岡Yahoo! JAPANドーム）、9番・中堅手で先発出場
- 初盗塁：2011年7月12日、対読売ジャイアンツ10回戦（阪神甲子園球場）、8回裏に二盗（投手：久保裕也、捕手：阿部慎之助）
- 初本塁打：2013年5月22日、対千葉ロッテマリーンズ1回戦（QVCマリンフィールド）、4回表に阿部和成から右越3ラン

### 背番号
- 2（2009年）
- 00（2010年 - 2017年）
  - 2（2014年日米野球日本プロ野球80周年記念試合）

### 登場曲
- 「GET SILLY」V.I.C（2009年）
- 「Shots」LMFAO feat.Lii jan（2010年）
- 「Hey feat. 3OH!3」Lil Jon（2011年、2012年）
- 「Call Me Maybe」Carly Rae Jepsen（2013年）
- 「The Show Must Go On」AK-69（2014年）
- 「Turn Down for What」DJ Snake, Lil Jon（2015年）
- 「Shell Shocked」Juicy J, Wiz Khalifa（2016年）
- 「笑えれば」ウルフルズ（2017年）